# زونیا گرهارد
زونیا گرهارد (آلمانی: Sonja Gerhardt؛ زادهٔ ۲ آوریل ۱۹۸۹) بازیگر اهل آلمان است.
از فیلم‌ها یا برنامه‌های تلویزیونی که وی در آن نقش داشته‌است، می‌توان به اغواگری – دختر عجیب، صحنه جرم، خاطرات دکتر، فعالیت فراطبیعی، آلمان ۸۳ و آلمان ۸۶ اشاره کرد.